# Christian Rohlfs

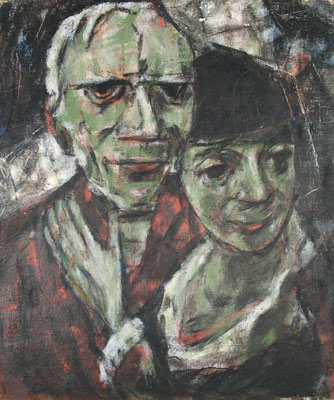
Autorretrato com mulher, de Christian Rohlfs (1921–22).

Christian Rohlfs (Groß Niendorf, Holstein, 22 de dezembro de 1849 — Hagen, 8 de janeiro de 1938) foi um pintor expressionista alemão.
De formação acadêmica, dedicou-se principalmente à paisagem em estilo realista, até terminar no expressionismo quase em cinquenta anos de idade. O fato determinante para a mudança pôde ser a sua contratação em 1901 como professor da escola-museu Folkwang de Hagen, onde pôde contatar com as melhores obras da arte moderna internacional. Assim, a partir de 1902 começou a aplicar a cor mais sistematicamente, ao modo pontilhista, com um colorido muito luminoso. Recebeu mais tarde a influência de Van Gogh, com paisagens de pincelada rítmica e pastosa, em faixas onduladas, sem profundidade. Finalmente, após uma exposição de Die Brücke no Folkwang em 1907, provou novas técnicas, como a xilografia e o linóleo, com ressaltados contornos pretos. A sua temática era variada, embora focada em temas bíblicos e da mitologia nórdica. Membro em 1924 da Academia das Artes da Prússia, foi expulso pelos nazistas em 1937.